# Samsonoptie

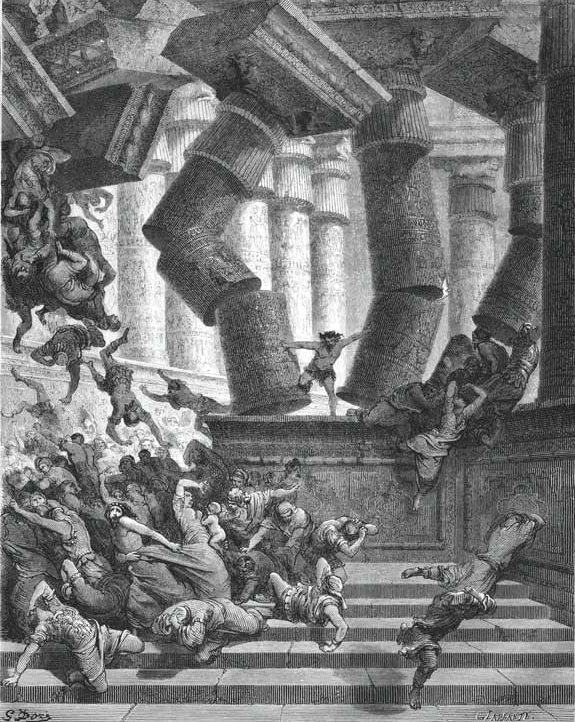
Simson verwoest de tempel van Dagon.

De Samsonoptie (Hebreeuws: ברירת שמשון, b'rerat shimshon) is Israëls afschrikkingsstrategie van massale vergelding met kernwapens als “laatste redmiddel” tegen een land waarvan het leger een groot deel van Israël zou zijn binnengevallen en/of had vernietigd. De naam is een verwijzing naar de Bijbelse rechter Simson die de pilaren van een Filistijnse tempel uit elkaar duwde, waardoor het dak instortte en hijzelf en duizenden Filistijnen die hem gevangen hadden genomen, omkwamen.
De Samsonoptie past in het Israëlisch defensiebeleid van strategische ambiguïteit.